# Pilín León
Carmen Josefina León Crespo, detta Pilín (Maracay, 19 maggio 1963), è una modella venezuelana, vincitrice del concorso di bellezza Miss Mondo 1981.

## Biografia
Ex Miss Mondo Venezuela, Pilín León è stata incoronata trentunesima Miss Mondo il 12 novembre 1981 presso il Royal Albert Hall di Londra all'età di diciotto anni, ricevendo la corona dalla Miss Mondo uscente, Kimberley Santos, proveniente da Guam. È stata la seconda Miss Mondo venezuelana dopo Carmen Susana Dujim Zubillaga nel 1955.
Quello stesso anno anche il concorso di Miss Universo fu vinto da una venezuelana, Irene Sáez. Si è trattata della prima ed unica occasione nella storia dei due concorsi.
Nel 1981 è stata la prima celebrità ad accendere le luci del tradizionale albero di Natale di Oxford Street.